# Flavoparmelia subambigua
Flavoparmelia subambigua är en lavart som först beskrevs av Hale, och fick sitt nu gällande namn av Elix. Flavoparmelia subambigua ingår i släktet Flavoparmelia och familjen Parmeliaceae.   Inga underarter finns listade i Catalogue of Life.